# Gare de La Lande-Clécy
La gare de La Lande - Clécy est une ancienne gare ferroviaire française de la ligne de Caen à Cerisy-Belle-Étoile, fermée dans les années 1970, située sur le territoire de la commune de Clécy, dans le département du Calvados, en région Normandie. Elle est située au village de La Lande, à 3 km du bourg de la commune.
Elle est mise en service en 1873 par la Compagnie des chemins de fer de l'Ouest et fermée à tout trafic en 1970.

## Situation ferroviaire
Établie à 81 m d'altitude, la gare de La Lande-Clécy est située au point kilométrique (PK) 280,65 de l'ancienne ligne de Caen à Cerisy-Belle-Étoile, entre les gares de Clécy-Bourg et de Berjou.
Elle se trouve entre le viaduc de la Lande et le tunnel des Gouttes.

## Histoire
La gare est ouverte à partir du 15 mai 1873, bénéficiant de l'extension de la ligne Flers-Berjou vers Caen. Son exploitation est reprise en 1908 par l'Administration des chemins de fer de l'État, puis en 1938 par la Société nationale des chemins de fer français (SNCF). Elle est exploitée jusqu’au 3 mai 1970.

## Service des voyageurs
Isolée en pleine nature, son ancien bâtiment voyageur est maintenant intégré à la Base de plein air de la Lande Clécy. Il est géré en gite adultes par le CER SNCF de Normandie.
Depuis le début des années 2000, la plateforme ferroviaire est entretenue par les soins de l’Amicale pour la mise en valeur de la Caen - Flers. Depuis 2005, elle fait l'objet d'un débat pour sa réouverture au service TER. Finalement, le 12 décembre 2006, le Conseil régional de Basse-Normandie a pris la décision de sauvegarder la ligne.